# Roskilde 6
Roskilde 6 er det 6. af de ni skibsvrag, der blev fundet under udvidelsen af Vikingeskibsmuseet i Roskilde. Skibet er et omkring 37 meter langt krigsskib og er dermed det længste skibsvrag, der er fundet fra vikingetiden. Skibet havde en besætning på op mod 100 mand. De bevarede dele er udstillet på Nationalmuseet, og monteret på et stålskelet, der viser skibets oprindelige fulde størrelse.

## Fundet
Vikingeskibshallen i Vikingeskibsmuseet i Roskilde blev udvidet i 1990'erne. Under arbejdet blev en U-formet kanal gravet ind i fjordbredden omkring bygningen med Skuldelevskibene fra Roskilde Fjord. Roskilde 6 blev fundet i februar 1997 på dørstokken til det nye museum.
Under udgravningen af kanalen fandt arbejderne ni skibsvrag (Roskildeskibene), som alle er klinkbygget. Roskilde 6 er fra slutningen af vikingetiden, ca. 1025, mens de øvrige er yngre, fra middelalderen omkring år 1060-1350, dvs. lige efter vikingetiden. Før de blev opdaget gjorde gravemaskinerne stor skade på de fleste af vragene, som dog stadig er ret godt bevaret i forhold til deres alder. På Roskilde 6 er næsten hele kølen bevaret. Hele bagbord side er væk, mens betydelige dele af styrbord side er bevaret. Skibet er lavet af træ fra det sydlige Norge, og omkring tiden hvor det er fældet var den region under den danske konge Knud den Store.